# ヘンレ係蹄 (太い上行脚)

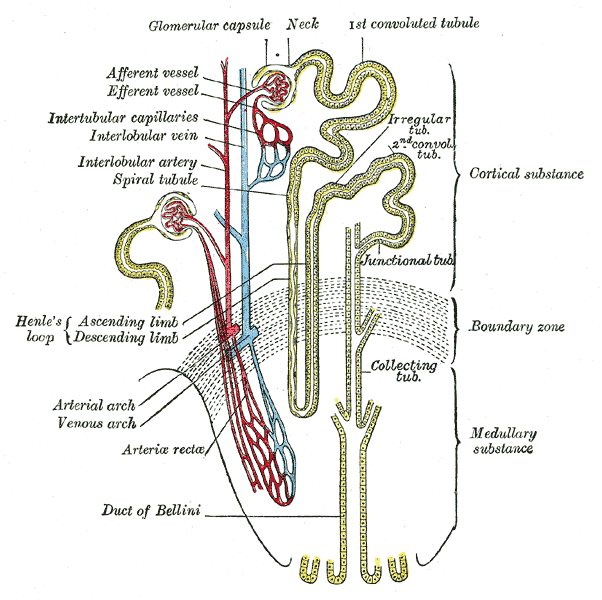
中央のU字状の管がヘンレのループ

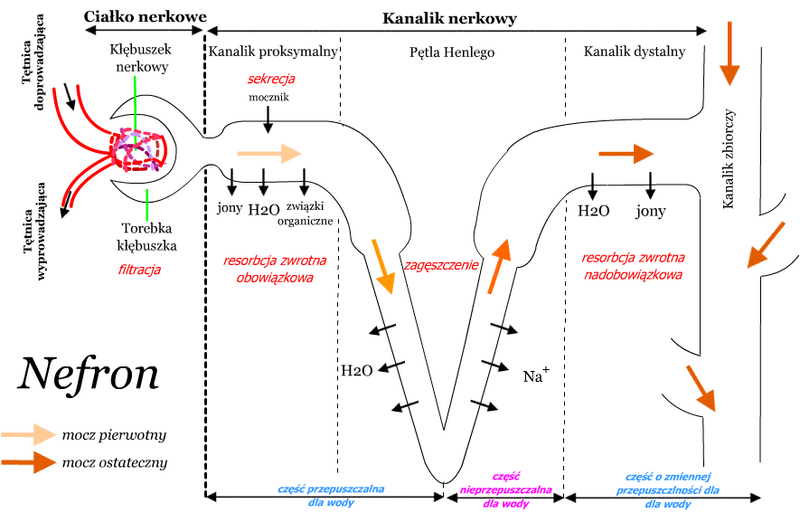
ネフロンにおける各物質の動き

ヘンレ係蹄の太い上行脚（ヘンレけいていのふといじょうこうきゃく、Thick ascending limb of loop of Henle）は、ヘンレ係蹄 (細い上行脚)と遠位尿細管の間の部分のことで、腎髄質と腎皮質の2つの部分に分けられる。

## 腎髄質の上行脚
腎髄質の上行脚では、水分は透過しない。ナトリウムイオン、カリウムイオン、塩化物イオンは尿から能動輸送で再吸収される。カリウムイオンは濃度勾配に沿って細胞のアピカル膜(管腔に接する側)のカリウムチャンネルによって受動輸送されて上行脚の管腔に戻る。このカリウムイオンの「漏出」は管腔において陽電荷の電位差を発生させる。この電気勾配は、ナトリウムイオンやマグネシウムイオン、カルシウムイオンの再吸収を促す。
ループ系利尿薬はナトリウムカリウム塩素共輸送体(Na-K-2Cl symporter)の働きを妨害する。
ヘンレ係蹄に残っている尿素は、細胞間から水が浸透するのを妨げ、溶質ポテンシャルを作る。ここでほとんどのイオンが再吸収され、水が尿に残る。したがって、ヘンレ係蹄における濾過による濃縮はここで徐々に減少する。
また、タム-ホースフォールタンパク質(THP)を生成する細管の部分でもある。このタンパク質の機能は、よくわかっていないが、尿円柱の元になっていると考えられる。

## 腎皮質の上行脚
腎髄質と腎皮質におけるヘンレ係蹄の違いは解剖学的である。機能の点から見るとそれらはほとんど同じである。ヘンレ係蹄太い上行脚は尿を遠位尿細管へ排出する。